# Interrègne franc

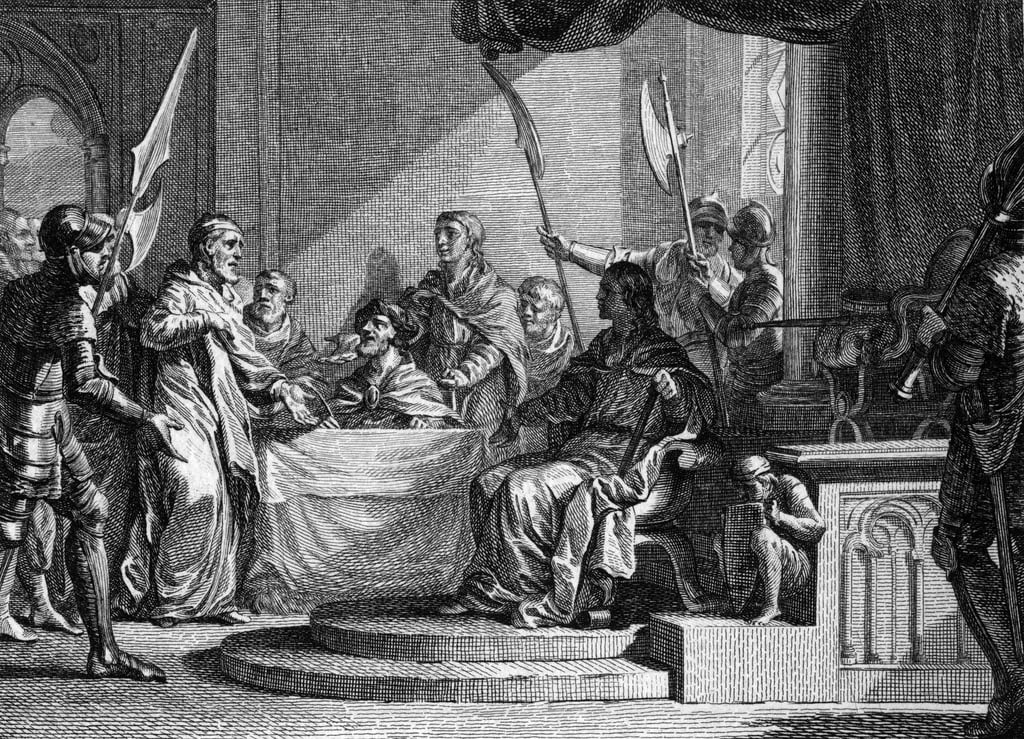
Charles Martel donnant audience aux députés des provinces, année 738. Gravure de Jean-Michel Moreau, 1790.

Pour les articles homonymes, voir Interrègne.
L'interrègne est une période de l'histoire de France pendant laquelle le trône du royaume des Francs fut vacant. Elle dure de 737, date de la mort de Thierry IV, à 743, année d'accession au trône de Childéric III.

## Origines
Les Pépinides et Arnulfides, ancêtres des Carolingiens, constituent dès l'époque du roi Dagobert Ier (629-639) deux familles importantes en Austrasie. Parmi eux, on doit citer le maire du palais Pépin de Landen et saint Arnoul. De leur alliance et du mariage de leurs enfants naîtra la dynastie carolingienne. Ils possèdent de très nombreux domaines, en particulier dans la vallée de la Meuse. Après Dagobert, les maires du palais d'Austrasie, de Neustrie ou de Bourgogne jouent un rôle croissant, au détriment des rois de la dynastie mérovingienne.
Au cours de la seconde moitié du VIIe siècle, la fonction de « maire du palais » (maior palatii) évolue pour devenir le deuxième personnage du royaume après le roi des Francs (rex Francorum). Le maire du palais détient et exerce désormais le pouvoir réel et effectif sur le royaume, tandis que les rois sont de plus en plus réduits à n'exercer que des fonctions cérémonielles, ce qui font d'eux de simples figures de proue (d'où l'appellation de « rois fainéants »).

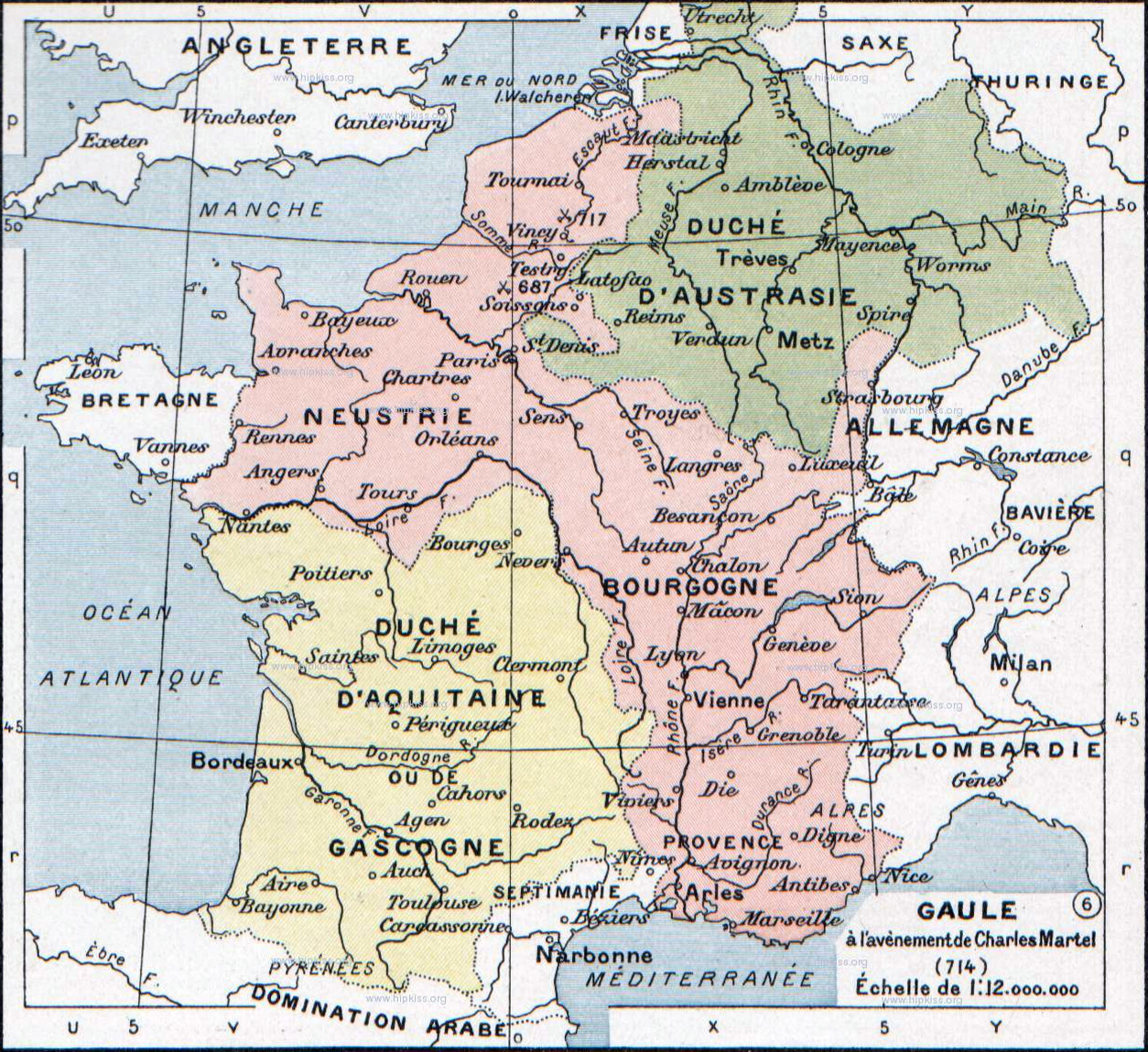
Le royaume des Francs à la mort de Pépin de Herstal, en 714. Paul Vidal de La Blache, Atlas général d'histoire et de géographie (1912).

Le pouvoir des maires du palais alla en s'accroissant. Ces derniers vont peu à peu intervenir dans les affaires de l'État : ils acquièrent des pouvoirs politiques et militaires, s'attribuent le pouvoir judiciaire et la direction des fonctionnaires : ils se transforment en ministre et commandant en chef du royaume. Devenus les plus proches collaborateurs du souverain, ils ne tardent pas à entrer en concurrence avec leur maître, et à partir du VIIe siècle, ils dirigèrent progressivement le royaume à la place du souverain. Le titre devint un enjeu entre les aristocrates et se transmit bientôt de père en fils. 
En 687, après sa victoire sur la Neustrie, le maire du palais d'Austrasie Pépin de Herstal prend le titre de « duc des Francs » (dux Francorum) pour signifier l'accroissement de son pouvoir. Son fils et successeur, Charles Martel, hérite de son titre et gouverne de facto le royaume des Francs entre 718 et 741. À cette période, les derniers rois finissent par être nommés par les maires du palais eux-mêmes : Clovis III par Ébroïn en 675, Chilpéric II par Ragenfred en 715. Charles Martel, maire du palais d'Austrasie, nomme lui-même Clotaire IV en 717 pour s'opposer à Chilpéric et, à la mort de Clotaire en 719, rejoint Chilpéric et accumule la charge de maire du palais de Neustrie. À la mort de Chilpéric en 721, Charles fait monter sur le trône Thierry IV.

## Interrègne

### L'interrègne de Charles Martel (737-741)

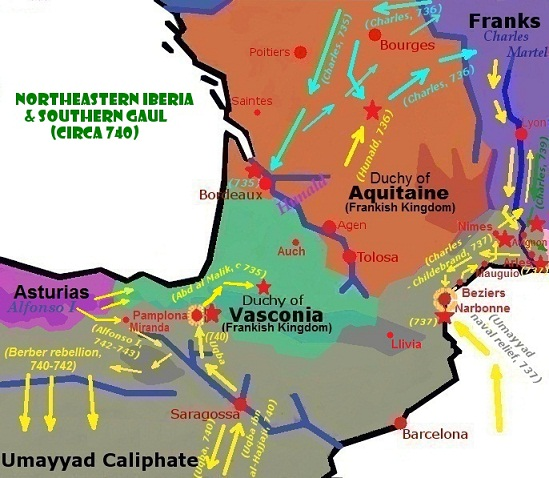
Les campagnes militaires des Francs, des Omeyyades et des Asturies aux environs de l'an 740.

En 737, à la fin de sa campagne en Provence et en Septimanie, le roi Thierry IV meurt. Charles, qui  rassemble alors les titres de maire du palais et de duc des Francs, ne nomme pas de nouveau roi et personne n'entreprend d'en proclamer un,,,. Le trône reste alors vacant jusqu'à la mort de Charles. 
L'interrègne, incluant les quatre dernières années de la vie de Charles, est relativement paisible, bien qu'il contraigne en 738 les Saxons d'Alémanie à se soumettre et à payer un tribut et qu'il mette fin avec son frère Childebrant en 739 à un soulèvement en Provence où certains rebelles s'unissent sous la direction de Maurontius.
Charles profite de cette paix relative pour intégrer les royaumes périphériques de son empire dans l'Église franque. Il érige quatre diocèses en Bavière (Salzbourg, Ratisbonne, Frisingue et Passau) et leur confie Boniface comme archevêque et métropolite de toute l'Allemagne à l'est du Rhin, avec son siège à Mayence. Boniface était sous sa protection depuis 723. En effet, le saint lui-même expliquait à son vieil ami Daniel de Winchester que, sans lui, il ne pouvait ni administrer son église, ni défendre son clergé, ni empêcher l'idolâtrie.
En 739, le pape Grégoire III supplie Charles de l'aider à lutter contre Liutprand, roi des Lombards, mais Charles, peu enclin à combattre son ancien allié, ignore la requête. Néanmoins, la demande de protection franque du pape montre le chemin parcouru par Charles depuis l'époque où il chancelait sur l'excommunication, et ouvre la voie à l'affirmation de son fils et de son petit-fils dans la péninsule italienne.

### La réforme de l'Église et le dernier mérovingien (741-743)
À la mort de Charles Martel, le 22 octobre 741, son pouvoir est partagé entre ses deux fils. Carloman devient maire du palais d'Austrasie (avec l'Alémanie et la Thuringe) et son frère Pépin maire du palais de Neustrie (avec la Provence et la Bourgogne), tandis que leur dernier frère Griffon n'obtient que quelques comtés. Il sera rapidement évincé par ses deux frères et enfermé au château de Chèvremont, près de Liège. Durant cette période, les grands aristocrates se révoltent également.
Hunald Ier, duc d'Aquitaine et de Vasconie, se révolte à la mort de Charles Martel. Pépin le Bref et Carloman l'attaquent à Bourges puis au château de Loches qui est détruit. Hunald ne se soumet pas et les laisse ravager le pays. En 742, après s'être partagé le royaume à Vieux-Poitiers, Pépin et Carloman marchent sur les Alamans révoltés et les soumettent.
Pépin et Calorman entament ensuite une réforme de l'Église, avec l'aide de l'évêque Boniface de Mayence. Les conciles, assemblées du clergé au cours desquelles étaient prises des décisions d'ordre disciplinaire ou théologique, n'étaient plus réunis depuis longtemps. D'autre part, l'Église franque se plaint d'avoir été spoliée par Charles Martel.
Des conciles sont organisés dès les premières années : 
- le premier par Carloman le 21 avril 742, appelé Concilium Germanicum (concile germanique), a lieu en Austrasie, peut-être à Cologne[15]. ;
- le second également par Carloman, en mars 743 aux Estinnes[16],[17] ;
- le troisième par Pépin, en mars 744 à Soissons en Neustrie, où sont reprises et complétées les décisions adoptées lors des deux premiers conciles[18].

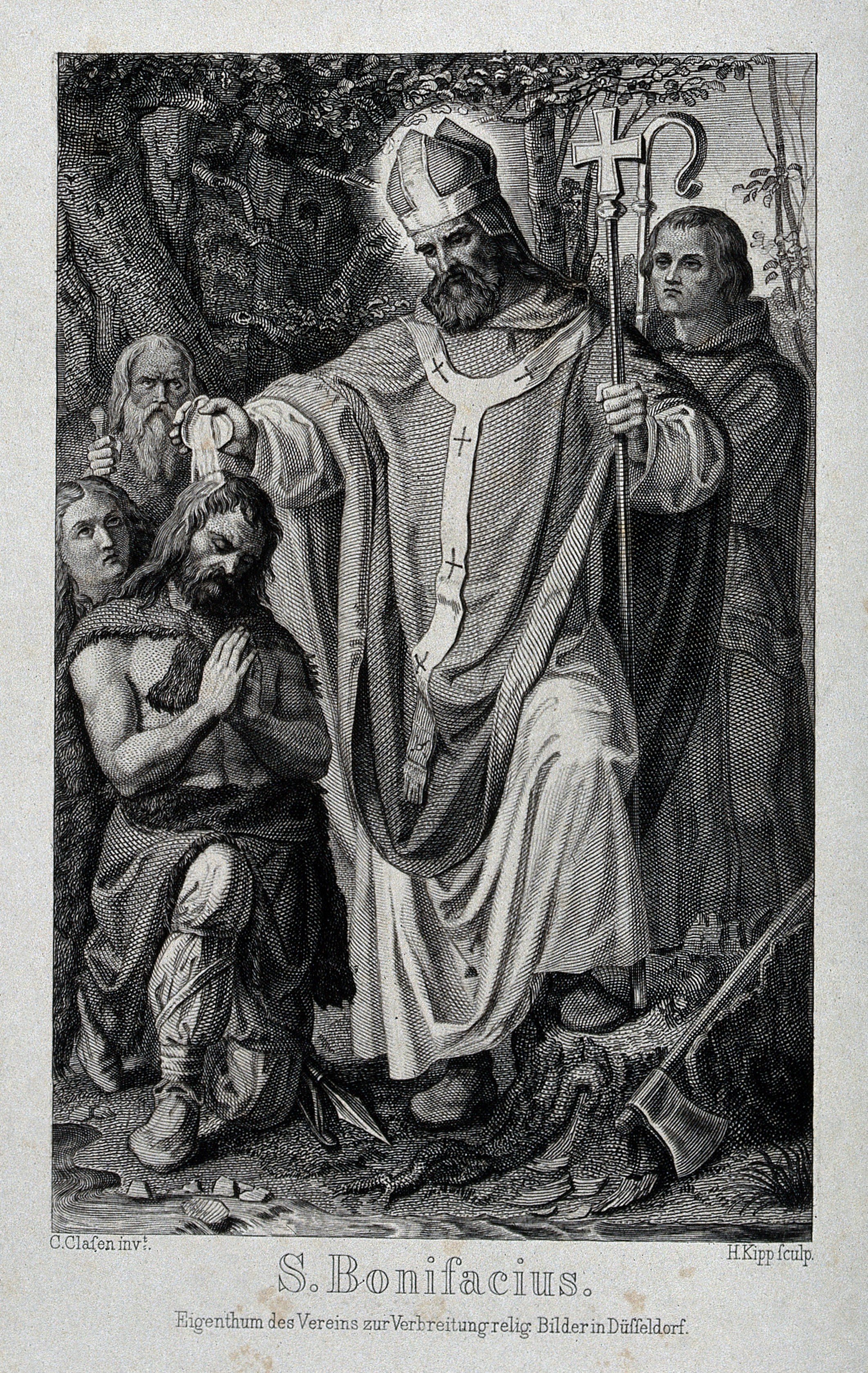
St Boniface baptise un Germain. Gravure de Carl Clasen gravée par Heinrich Kipp (XIXe siècle).

Cette réforme met en place une nouvelle hiérarchie au sein du clergé franc, à la tête de laquelle on trouve saint Boniface (680-754), l'évangélisateur de la Germanie, comme dirigeant des différents évêques répartis dans différentes villes du royaume. Les cérémonies de « vince luna » (série de « conduite de bruit » lors des éclipses de lune (culte cosmique de la femme)) sont condamnés, et sont interdites les pratiques magiques comme celle de faire apparaître du feu à l’aide d’une baguette (feu sacré appelé nodfyr). Les prêtres indignes sont destitués. Pépin décide de restituer les terres accaparées par son père en précaire à la demande du roi selon la precaria verbo regis. Il est ainsi convenu que, pour aider l’armée, les biens accordés à un fidèle par le prince resteraient au bénéficiaire à condition qu’il reconnaisse les titres de propriété de l’Église par le paiement d’un cens.
En outre, Pépin soutient les tentatives de saint Boniface pour évangéliser les Germains d'au-delà du Rhin, principalement dans l'espoir que la conversion des turbulents voisins du royaume franc permette de pacifier les frontières et d'en préparer l'annexion future. Dans le cadre de ce soutien, le siège épiscopal de Mayence est érigé en métropole de la nouvelle Église germanique, qui est ainsi rattachée dès sa naissance à l'Église franque.
En 743, Pépin et Carloman libèrent le mérovingien Childéric III du monastère où il avait été enfermé par Charles Martel, et lui permettent d'occuper le trône dont leur père l'avait évincé. Son retour est motivé par la coalition formée par Griffon, le duc Odilon de Bavière, le duc d'Aquitaine Hunald Ier et celui d'Alémanie, Théodebald (en). Ces derniers réagissent mal à l'élimination politique de Griffon et contestent la légitimité des Pépinides. Le rétablissement de Childéric III permet ainsi de donner une légitimité aux actions de Pépin et Carloman, et a dans le même temps pour conséquence la fin de l'interrègne qui dure depuis la mort de Thierry IV. Childéric III régnera jusqu'en 751, où il sera déposé par Pépin le Bref, lequel se substituera à lui et instaurera une nouvelle dynastie.

## Galerie
|                            |
| « Interrègne », Année 738. |

|                                                                              |
| « Le pape Grégoire III implore la protection de Charles Martel », Année 741. |

|                                                          |
| « Établissement des dixmes ecclésiastiques », Année 743. |

## Interrègnes postérieurs
Après l'interrègne de 737-743, d'autres interrègnes mineurs se dérouleront sous les Carolingiens, Robertiens et Capétiens :
- du 20 juin 840 à août 843, entre le décès de Louis le Pieux et le début de règne formel de Charles le Chauve à la suite du traité de Verdun[Note 1] ;
- du 6 décembre 884 à juin 885, entre la mort de Carloman II et l'élection de Charles le Gros ;
- de novembre 887 au 29 février 888, entre la déposition de Charles le Gros et le sacre d'Eudes ;
- du 15 janvier 936 au 19 juin 936, entre la mort de Raoul et le sacre de Louis IV  ;
- du 21 mai 987 au 3 juin 987, entre la mort de Louis V  et l'élection d'Hugues Capet.

À la suite de l'instauration de la dynastie capétienne par Hugues Capet, chaque hériter sera sacré et associé du vivant de son père pour éviter l'élection ou la nomination d'un autre roi. La phrase traditionnelle « le roi est mort, vive le roi ! » résume l'accession au trône qui, à partir des Capétiens directs, se transmet de père en fils ou plus proche parent immédiatement à la mort du roi, empêchant ainsi tout interrègne futur.